# Wiesenkorallen
Die Wiesenkorallen (Ramariopsis) sind eine Gattung aus der Ordnung der Champignonverwandten und umfassen Arten mit überwiegend korallenförmigen und oft lebhaft gefärbten Fruchtkörpern. Sie besiedeln meist Grünland, worauf auch der deutsche Trivialname „Wiesenkorallen“ Bezug nimmt.
Die Typusart der Gattung ist die Weißliche Wiesenkoralle (Ramariopsis kunzei).

## Merkmale

### Makroskopische Merkmale
Die Fruchtkörper der Wiesenkorallen sind mehr oder weniger deutlich gestielt, meist korallenartig dichotom bis polytom verzweigt und besitzen zylindrische bis abgeplattete Äste mit spitzen oder abgerundeten Enden. Die Trama ist brüchig bis relativ zäh und verfärbt sich mit alkoholischem Eisen(II)-sulfat (FeSO4) grün bis schwärzlich-grün. Das Farbspektrum reicht von weiß, gelb über orange und violett bis hin zu grünlich. Das Sporenpulver hat eine weiße bis gelbliche Farbe.

### Mikroskopische Merkmale
Die Hyphenstruktur ist monomitisch aufgebaut. Die mehr oder minder angeschwollenen Hyphen besitzen Schnallen an den Septen. Die Fruchtschicht setzt sich aus überwiegend 4-sporigen Basidien zusammen. Die kugeligen bis elliptischen Sporen sind farblos, dünnwandig und warzig bis stachelig ornamentiert. Sie zeigen unter Zugabe von Baumwollblau-Lactophenol keine blaue Verfärbung (acyanophil). Im Inneren der Sporen ist jeweils ein großer Öltropfen zu erkennen.

## Ökologie
Die Wiesenkorallen leben saprobiontisch in Wäldern und auf wenig gedüngten Wiesen, besiedeln auch Torf und selten sogar Holz.

## Arten (Auswahl)

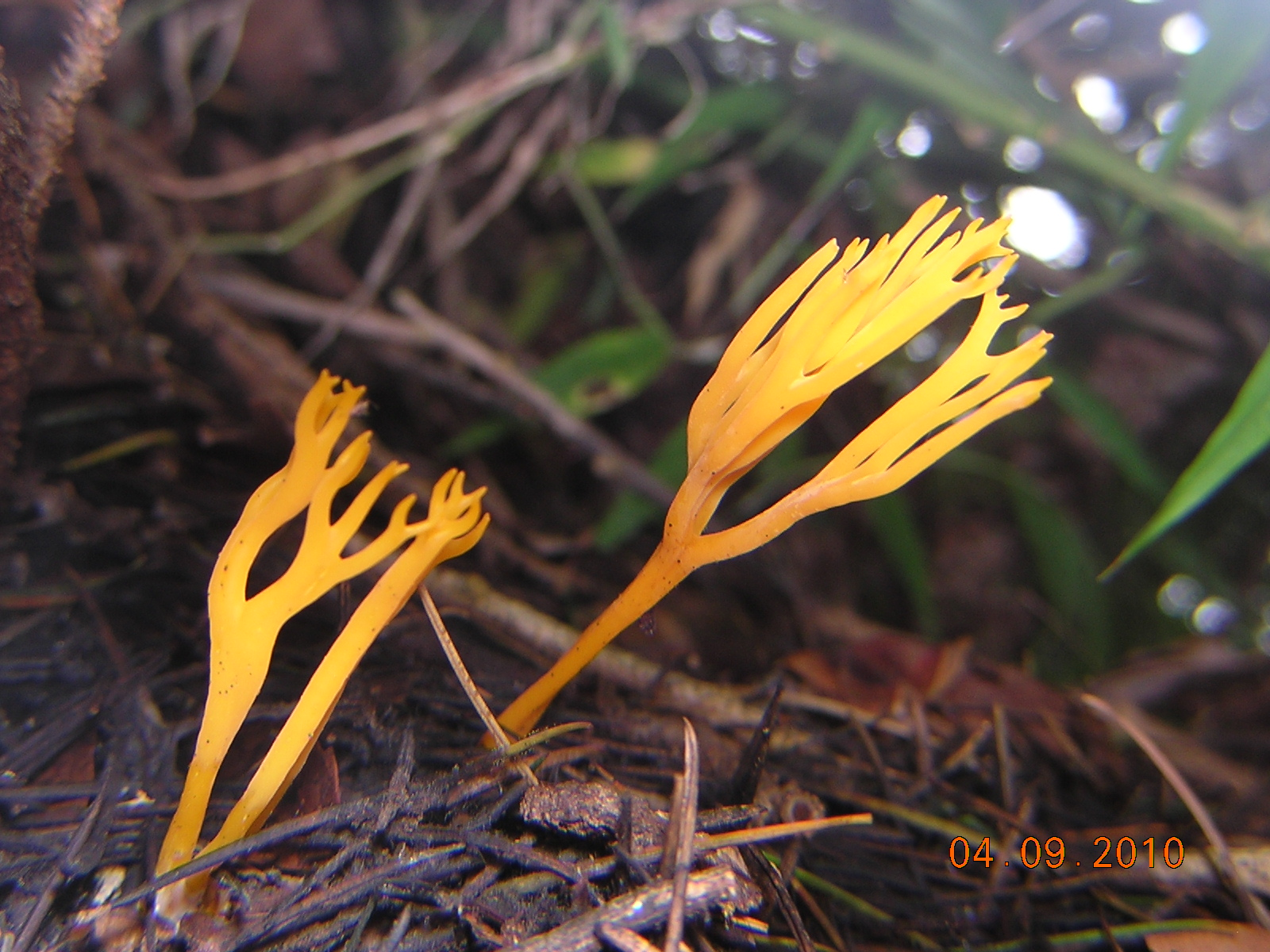
Safrangelbe Wiesenkoralle Ramariopsis crocea
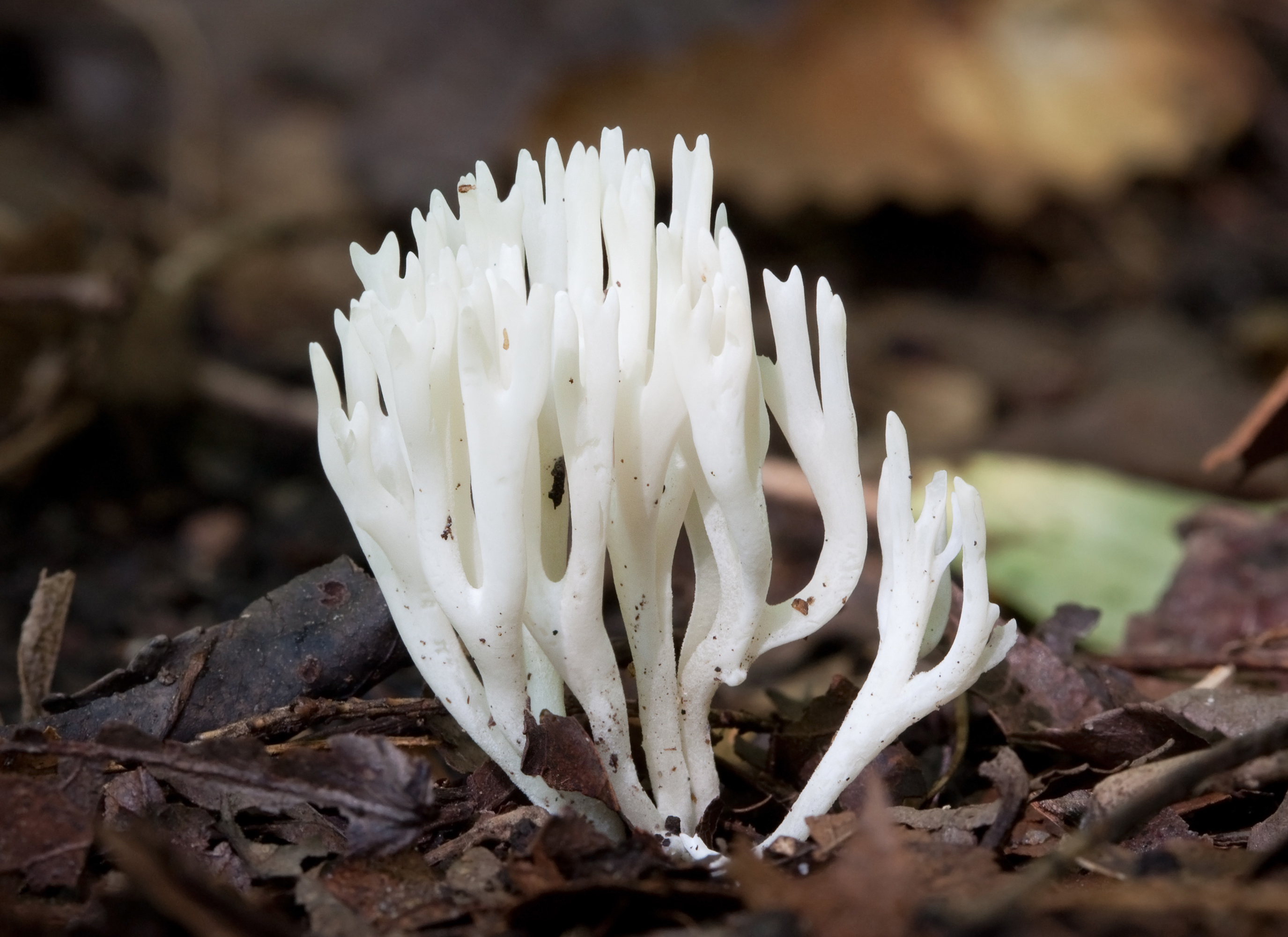
Weißliche Wiesenkoralle Ramariopsis kunzei
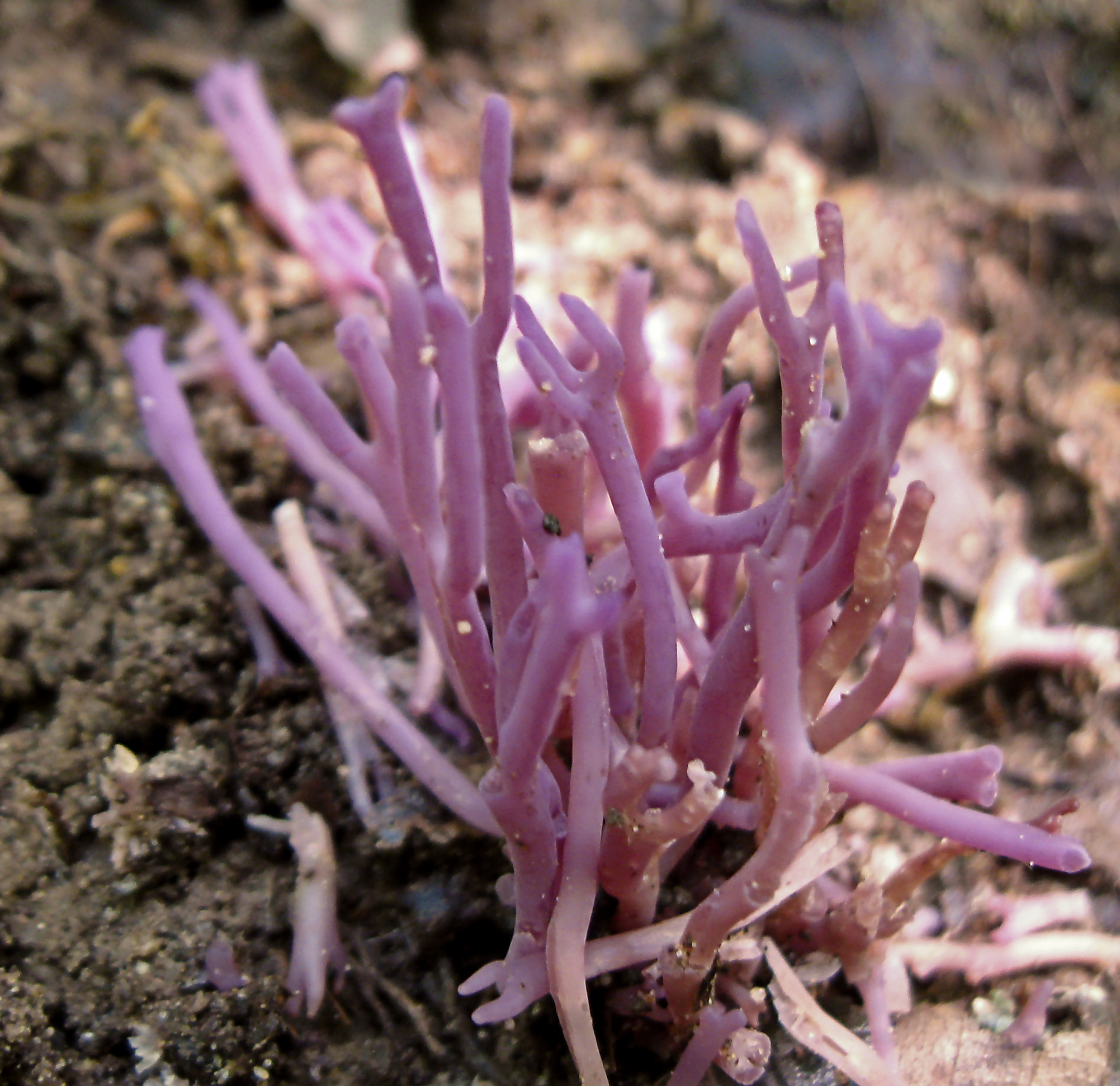
Lilafarbene Wiesenkoralle Ramariopsis pulchella

Weltweit umfasst die Gattung 20 Arten, in Europa sind rund 10 Arten bekannt bzw. zu erwarten:
| Wiesenkorallen (Ramariopsis) in Europa |                         |                                            |
| \| Deutscher Name \| Wissenschaftlicher Name \| Autorenzitat \| \| --------------------------- \| ----------------------- \| ------------------------------------------ \| \| Langstielige Wiesenkoralle \| Ramariopsis biformis \| (G.F. Atkinson 1908) R.H. Petersen 1964 \| \| Zweifarbige Wiesenkoralle \| Ramariopsis citrina \| Schild 1971 \| \| \| Ramariopsis clavuligera \| (R. Heim 1934) Corner 1950 \| \| Safrangelbe Wiesenkoralle \| Ramariopsis crocea \| (Persoon 1797 : Fries 1821) Corner 1950 \| \| Weißliche Wiesenkoralle \| Ramariopsis kunzei \| (Fries 1821 : Fries 1821) Corner 1950 \| \| Lilafarbene Wiesenkeule \| Ramariopsis pulchella \| (Boudier 1887) Corner 1950 \| \| \| Ramariopsis subarctica \| Pilát 1971 \| \| Feingliedrige Wiesenkoralle \| Ramariopsis tenuicula \| (Bourdot & Galzin 1928) R.H. Petersen 1969 \| \| Strohgelbe Wiesenkoralle \| Ramariopsis tenuiramosa \| Corner 1950 \| |                         |                                            |
| Deutscher Name | Wissenschaftlicher Name | Autorenzitat                               |
| Langstielige Wiesenkoralle | Ramariopsis biformis    | (G.F. Atkinson 1908) R.H. Petersen 1964    |
| Zweifarbige Wiesenkoralle | Ramariopsis citrina     | Schild 1971                                |
| | Ramariopsis clavuligera | (R. Heim 1934) Corner 1950                 |
| Safrangelbe Wiesenkoralle | Ramariopsis crocea      | (Persoon 1797 : Fries 1821) Corner 1950    |
| Weißliche Wiesenkoralle | Ramariopsis kunzei      | (Fries 1821 : Fries 1821) Corner 1950      |
| Lilafarbene Wiesenkeule | Ramariopsis pulchella   | (Boudier 1887) Corner 1950                 |
| | Ramariopsis subarctica  | Pilát 1971                                 |
| Feingliedrige Wiesenkoralle | Ramariopsis tenuicula   | (Bourdot & Galzin 1928) R.H. Petersen 1969 |
| Strohgelbe Wiesenkoralle | Ramariopsis tenuiramosa | Corner 1950                                |

- Safrangelbe Wiesenkoralle
Ramariopsis crocea
- Weißliche Wiesenkoralle
Ramariopsis kunzei
- Lilafarbene Wiesenkoralle
Ramariopsis pulchella